# Ибредь
Ибредь — деревня в Шиловском районе Рязанской области, административный центр Ибредского сельского поселения.

## Географическое положение
Деревня Ибредь расположена на Окско-Донской равнине на реке Ибреда в 5 км к югу от пгт Шилово. Расстояние от деревни до районного центра Шилово по автодороге — 8 км.
К северо-востоку от деревни расположены небольшой лесной массив (Лес Чичёра) и пойменное озеро Пертово, на её южной окраине — отстойники завода ООО «Астон Крахмало-Продукты». Ближайшие населенные пункты — пгт Шилово, села Желудево и Сасыкино.

## Население
По данным переписи населения 2010 г. в деревне Ибредь постоянно проживают 575 чел. (в 1992 г. — 619 чел.).
| 1859 | 1906 | 2010 |
| ---- | ---- | ---- |
| 291  | ↗359 | ↗575 |

## Происхождение названия
Деревня Ибредь получила свое название по реке Ибреде, на которой расположена. Название относится к многочисленной группе топонимов, продолжающих индоевропейскую основу *eibhr «река». Множество аналогичных названий сконцентрировано в восточной части Балканского полуострова и в Правобережной Украине.
Рязанские краеведы А. В. Бабурин и А. А. Никольский отмечают, что происхождение гидронима не установлено. В писцовых книгах XVII в. данная река имеет названия Иберда, Ибердка. С. К. Кузнецов объясняет гидроним Ибердь как финно-угорский, произвольно сопоставляя его с марийским йыбыртэм (радуюсь) и считая исходным значение «отрадная». Возможно, что данный гидроним и наименование реки Ибердус в Касимовском районе имеют общее происхождение, восходя к финно-угорскому «берд» со значением «крутой склон». В этом случае оба гидронима обозначали наличие у рек крутых берегов.

## История
Деревня Ибредь впервые упоминается в выписи из писцовых вотчинных книг Григория Плещеева и Киприана Дедишина за 1563 г., как вотчина братьев Бориса, Елисея, Ивана, Григория и Луки Угримовых Шиловских.
В документах XVIII в. деревня Ибредь упоминается как сельцо, то есть сельский населенный пункт с домом помещика, на речке Иберди или Ибриди.
В 1882 г. в деревне Ибредь инженером-техником Николаем Квинтилиановичем Голиковым и губернским секретарем Львом Константиновичем Тухтаровым был открыт крахмальный завод. Позднее его владельцем стал Ф. М. Живилов. На заводе работало 24 рабочих. Завод производил до 12 000 пудов крахмала и до 20 000 пудов патоки. Оборот составлял 9000 руб. Для обеспечения паточного производства сырым крахмалом примерно в 1 км от завода был построен небольшой картофелетерочный цех. Кроме него это сырье поставлялось и с других заводов (Авдотьинского, Санского, Шиловского и др.). Паточный завод работал сезонно, производя 700—750 т патоки за сезон при числе работающих до 55 чел.
К 1891 г., по данным И. В. Добролюбова, деревня Ибредь относилась к приходу Христорождественской церкви села Желудево и в ней насчитывалось 35 дворов.
В 1919 г. Ибредский крахмало-паточный завод был национализирован и передан в ведение Желудевского волисполкома. С 1924 г. он вырабатывал в сутки более 17 т патоки. В дальнейшем, в результате технического переоснащения, его суточная мощность возросла до 30 т. В 1929 г. в деревне Ибредь была проведена коллективизация сельского хозяйства, в результате которой крестьяне Ибреди и Желудево создали один из крупнейших в Шиловском районе колхоз «Самолет», объединивший 346 крестьянских хозяйств.
Ибредский крахмало-паточный завод в 1930—1937 гг. входил в состав Московского крахмалпаттреста, затем в 1937 — 1951 гг. — в состав Рязанского областного крахмалпатреста Наркомата пищевой промышленности РСФСР, а в 1951 — 1957 гг. — в состав Росглавпатоки Министерства промышленности продовольственных товаров РСФСР.
Во время Великой Отечественной войны 1941—1945 гг. Ибредский крахмало-паточный завод продолжал выработку продукции — патоки и пищевой глюкозы (общего сахара). Все трудоемкие работы — погрузка и разгрузка, добыча торфа и др., легли на плечи женщин.
В 1950-е гг. в результате модернизации заводу удалось решить острейшие проблемы по обеспечению электро- и пароснабжением. Были установлены новые котлы, вместо торфа собственной заготовки в топках котлов стали сжигать подмосковный уголь. Был установлен 250-сильный финский локомобиль, обеспечивший бесперебойное снабжение электроэнергией предприятие и население деревни Ибредь. В 1956 г. Ибредский крахмало-паточный завод был объединен с рядом расположенным механическим заводом и стал именоваться Ибредским паточным комбинатом. Только в 1957 г. комбинат выпустил продукции на 31,073 млн руб., являясь одним из крупнейших в своей отрасли.
В 1963 г. на базе Ибредского паточного комбината было создано производственное объединение «Рязанский крахмал», объединившее в своем составе все крахмальные заводы Рязанской области. В 1965 г., в связи с созданием Рязанского треста крахмалопаточной промышленности, объединение «Рязанский крахмал» было упразднено. Ибредский паточный комбинат приобрел статус самостоятельного; в его состав административно были включены на правах цехов Путятинский, Песочинский и Елизаветинский крахмалосушильные заводы.
В ноябре 1996 г. Ибредский паточный комбинат был акционирован, в результате чего принял название ОАО «Ибредькрахмалпатока» и вошел в состав «Группы промышленных предприятий РКП». Предприятие было полностью модернизировано и оснащено современным оборудованием, освоены технологии производства крахмалов, в том числе и модифицированных, соответствующие мировому уровню. Мощность завода со времени акционирования была увеличена в 2 раза и доведена до 200 т в сутки по переработке товарной кукурузы. Благодаря современной технологии, высококвалифицированному персоналу и наличию собственного научно-исследовательского центра, ОАО «Ибредькрахмалпатока» выпускала высококачественную продукцию на уровне международных стандартов.
В ноябре 2013 г. ОАО «Ибредькрахмалпатока» вошло в состав группы компаний ООО «Астон Крахмало-Продукты» и здесь был открыт новый цех по глубокой переработке зерна кукурузы. Завод специализируется на производстве и реализации глюкозно-фруктозных сиропов, патоки и крахмалопродуктов. На основе побочных продуктов будут выпускаться корма для животных, а также кукурузное масло. Общая мощность предприятия по переработке зерна кукурузы составляет 450 т в сутки.
Завод обладает развитой производственной инфраструктурой, включающей в себя цех глюкозных сиропов, цех сырого крахмала, механизированный склад зерна, современные очистные сооружения. Весь технологический процесс полностью автоматизирован. Современный элеваторный комплекс позволяет единовременно хранить до 30 тыс. тонн зерна кукурузы и обеспечивать бесперебойную работу завода до 2-х месяцев.

## Экономика
По данным на 2015/2016 г. в деревне Ибредь Шиловского района Рязанской области расположены:
1. ООО «Астон Крахмало-Продукты», крахмало-паточный завод;
2. ОАО «Гелика Финанс», производство асфальтов и битумов.

Реализацию товаров и услуг осуществляют несколько магазинов.

## Социальная инфраструктура
В деревне Ибредь Шиловского района Рязанской области имеются отделение почтовой связи, 2 фельдшерско-акушерских пункта (ФАПа), библиотека.

## Транспорт
Основные грузо- и пассажироперевозки осуществляются автомобильным транспортом: деревня Ибредь расположена на пересечении автомобильной дороги федерального значения М-5 «Урал»: Москва — Рязань — Пенза — Самара — Уфа — Челябинск; и автомобильной дороги регионального значения Р125: «Ряжск — Касимов — Нижний Новгород», проходящих вдоль ее южных границ.

## Известные уроженцы
- Игорь Викторович Филькин (1972-1993 гг.) — рядовой, механик-линейный надсмотрщик 12-й пограничной заставы 117-го Московского пограничного отряда Группы российских пограничных войск в Республике Таджикистан, Герой Российской Федерации
- Епихин Александр Юрьевич (16.10.1961) - доктор юридических наук, профессор Казанского Федерального университета